# Brigitte Montfort
Brigitte Montfort é uma personagem fictícia da coleção de livros de bolso pulp ZZ7, lançado no Brasil nos anos 1960. A personagem foi criada por José Alberto Gueiros e os livros foram inicialmente escritos por J. F. Krakberg e posteriormente pelo escritor espanhol Lou Carrigan (Antonio Vera Ramírez, que nasceu em Barcelona), sendo publicados no Brasil pela Editora Monterrey. Alguns anos depois, Lou Carrigan conseguiu que algumas editoras espanholas publicassem os livros de sua autoria no idioma espanhol.
Filha da espiã Giselle Montfort (uma criação do jornalista David Nasser, que fez grande sucesso em seu lançamento em 1948 com capítulos diários no jornal Diário da Noite e depois em livros de bolso) e um estrategista nazista chamado Fritz Bierrenbach, Brigitte é uma agente da CIA e personagem de histórias de espionagem que ocorrem na época da Guerra Fria.
As aventuras de Brigitte Montfort – também chamada de "Baby" Montfort – fazem parte dos livros de bolso da coleção ZZ7 lançados no Brasil entre 1965 e 1992 e sua imagem foi criada pelo ilustrador e desenhista Benício,  baseado na socialite carioca Maria de Fátima Priolli.  As primeiras capas foram feitas por um ilustrador holandês chamado Hack. Em quase três décadas, foram publicadas aproximadamente 500 histórias originais, entre 1965 e 1992, em séries denominadas vermelha, azul e verde (a cor da logomarca ZZ7 no livreto), em formato de bolso. Também na Espanha as aventuras de "Baby" Montfort foram publicadas, com o nome de "La Espía más Bella-Baby", pelas editoras Rollán, Bruguera e Vera; atualmente é publicada pela Dlrorean Ediciones.
A profundidade e o conhecimento profissional dos assuntos tratados, fez com que durante certo tempo a imprensa brasileira acreditasse que "Lou Carrigan" fosse algum agente da CIA contratado pela editora Monterrey para escrever as aventuras.
Em 2000, Ramírez foi contactado por Juan Alberto Fernández Nunes, dono da editora, para criar novos romances de Giselle; o autor terminou quatro romances em 2001 que não chegaram a ser publicados no Brasil devido ao falecimento do proprietário, mas que foram publicados digitalmente na Espanha. Nesses romances, Lou Carrigan promoveu o primeiro encontro entre Brigitte Montfort e sua mãe, Giselle.
Em março de 2014, foi anunciado um projeto de uma série de televisão com a personagem para o canal por assinatura GNT.

## Perfil
Em 1942, antes de morrer fuzilada em Paris por espionagem contra os nazistas que ocupavam a França, Giselle Montfort conseguiu enviar seu bebê recém-nascido, Brigitte, fruto de seu relacionamento um estrategista nazista chamado Fritz Bierrenbach, para os Estados Unidos através da Resistência francesa. (Na verdade, segundo o livro A Filha de Giselle No Caso Dos Discos Voadores I, o primeiro a narrar uma aventura de Brigitte Montfort e editado em 1964, o pai da criança a abandonara grávida, mas lhe raptara a menina logo ao nascer. Giselle teria morrido na manhã do dia 15 de março de 1944 sem conhecer a própria filha e sem sequer saber do seu nome ou do seu paradeiro. Em outros livros, fica claro que Brigitte nasceu no dia 2 de julho de 1939, menos de dois meses antes do início da Segunda Guerra. Fritz enviou a filha para que fosse cuidada por membros abastados da sua família que já viviam nos EUA. Soube-se, mais tarde, através dos romances escritos em 2001 por Lou Carrigan, que Giselle não morreu naquela ocasião e que ela chegou a conhecer a filha quando tinha aproximadamente 5 anos, pois ela teve a oportunidade de viajar para os EUA sob os auspícios, patrocínio e autorização de ninguém menos que o General Marechal de Campo Johannes Erwin Rommel. 
Nascida na França, Brigitte foi criada nos EUA por pais adotivos e cursou a Universidade de Columbia, formando-se em Jornalismo, onde conseguiu sucesso muito cedo e recebeu o Prêmio Pulitzer por suas reportagens humanísticas e políticas. Ainda muito jovem, ocupou a chefia da seção internacional do poderoso jornal novaiorquino Morning News, onde seus grandes amigos eram o editor de esportes e eterno apaixonado Frank Minello e o diretor-geral Mick Grogan. Extremamente atraente e sexy, seu carisma e sucesso profissional a faziam circular pelo jet-set internacional e a viver num grande apartamento de cobertura no Crystal Building, na Quinta Avenida, em frente ao Central Park.
O que nenhum de seus colegas sabia era que, operando com a fachada de jornalista internacional em suas viagens pelo mundo, Brigitte era uma das mais secretas espiãs da CIA, codinome "Baby", número de código N.Y. 7117, poliglota especialista em artes marciais e no uso das mais diversas armas, uma lenda no meio da espionagem a qual nenhum espião inimigo conhecia ou se tivesse conhecido pessoalmente não estava mais vivo, chefiada por Charles Alan Pitzer, superintendente do escritório da CIA em Nova York e pelo misterioso Mr. Cavanagh, diretor-geral.
Em suas inúmeras aventuras internacionais – sempre com uma pequena pistola automática de cabo de madrepérola presa no interior da coxa por uma cinta liga – "Baby" Montfort combateu os inimigos dos Estados Unidos e do "mundo livre", usando seu senso de justiça e espirito humanista em benefício da Humanidade para fazer seletos e secretos amigos pelo mundo: John Pearson, o "Fantasma", do MI6 britânico, o narigudo e simpático Monsieur Nez, chefe da contra-espionagem francesa e "Alexandria", nome de código do maior espião alemão de todos os tempos.
Mas de todos os homens que conheceu e se relacionou, Brigitte teve apenas um grande amor na vida: o maior de todos os espiões, "Número 1", um ex-espião da CIA ainda ativo como free-lancer, que deixou a agência de espionagem americana por ter sido traído no passado pela própria agência e por seu governo, com quem vive várias noites de amor e jornadas de aventuras.